# Synchiropus picturatus
Synchiropus picturatus — вид піскаркових, поширений у західній Індо-Вест-Пацифіці: Філіппіни, східна Індонезія і північно-західна Австралія. Популярна акваріумна риба. Морська демерсальна тропічна риба, сягає 7 см довжиною.